# Glicobiologia
A glicobiologia é o estudo da estrutura, biossíntese, função biológica de sacarídeos (cadeias de açúcar ou glicanos), os quais se encontram amplamente distribuídos na natureza, em todas as formas de vida. Este ramo da biologia, assume acentuada relevância para um vasto leque de áreas de investigação básica, desde a biomedicina, passando pela medicina e pela biotecnologia.

## Historia
O primeiro relato de uma proteína que levava unida açúcares covalentemente teve lugar em 1938, pelo cunho de A. Neuberger.
No entanto, já previamente se havia investigado, noutros âmbitos, a função biológica de polissacárideos, como por exemplo, o papel da heparina ou das lectinas. Depois de 1938, aprofundou-se o estudo do papel dos açúcares no sistema dos grupos sanguíneos AB0 e, lentamente, foram-se descobrindo os diversos tipos de glicanos e rotas das biossínteses. Não obstante, os progressos neste campo não se compararam ao que se experimentou no âmbito do estudo de outras macro-moléculas como o ADN ou as proteínas.
Há diversas considerações atender, no que toca à explicação da complexidade adicional implícita no estudo dos polissacárideos, em relação ao ADN ou às proteínas. Antes demais, porque não existe um molde para a síntese dos polissacárideos, ao contrário do que ocorre com o ADN e as proteínas. Além do mais, as estruturas que geram são muito mais complexas. Esta diversidade explica-se graças à presença de numerosos monoméros (monossacárideos que compõem a maioria dos polissacáridos) que conseguem unir-se, assumindo uma grande variedade de ligações e gerando estruturas ramificadas.